# Knock Me Down
«Knock Me Down» — пісня американського рок-гурту Red Hot Chili Peppers, другий сингл з альбому Mother's Milk.